# Lilas à une fenêtre
Lilas à une fenêtre ou Vase de lilas à la fenêtre (en anglais : Lilacs in a Window) est une peinture à l'huile sur toile de la peintre, graveuse et pastelliste américaine Mary Cassatt. Réalisée au début des années 1880, elle fait partie de la collection du Metropolitan Museum of Art de New York.

## Histoire
C'est l'une des rares natures mortes qu'elle a exécutées. Elle appartenait à l'origine au collectionneur d'art parisien Moyse Dreyfus. Mary Cassatt lui avait été présenté par ses amis impressionnistes, et il est devenu un ami et un de ses premiers mécènes. La peintre a inclus un portrait de lui, M. Moyse Dreyfus, dans son exposition à la quatrième exposition impressionniste de 1879.
Le tableau est exposé dans la galerie 774 du Metropolitan Museum of Art.